# 石川巧
石川 巧（いしかわ たくみ、1963年3月15日 - ）は、日本の国文学者。立教大学教授。専攻は日本近代文学。

## 来歴
- 1963年 秋田県に生まれる。
- 1985年 都留文科大学卒業。
- 1987年 成蹊大学大学院修士課程修了。
- 1993年 立教大学大学院後期課程満期取得退学。山口大学教養部専任講師。
- 1996年 山口大学人文学部専任講師。
- 1997年 山口大学人文学部助教授。
- 2002年 山口大学大学院東アジア研究科兼任担当助教授。九州大学大学院比較社会文化研究院助教授。
- 2006年 立教大学文学部文学科日本文学専修教授。

## 著書

### 単著
- 『「国語」入試の近現代史』(講談社選書メチエ、2008年)
- 『「いい文章」ってなんだ? 入試作文・小論文の歴史』ちくま新書 2010
- 『高度経済成長期の文学』ひつじ書房 2012
- 『「月刊読売」解題 詳細総目次・執筆者索引』三人社 2014
- 『読む戯曲(レーゼ・ドラマ)の読み方：久保田万太郎の台詞・ト書き・間』慶應義塾大学出版会 2022
- 『群衆論―近代文学が描く〈群れ〉と〈うごめき〉』琥珀書房 2024

### 共編著
- 『高度成長クロニクル』瀧田浩,藤井淑禎,渡邉正彦共編（玉川大学出版部、2007年）
- 『戦争を〈読む〉 = Reading War』川口隆行共編 ひつじ書房 2013
- 『高度成長期の出版社調査事典』全2巻 編・解題 金沢文圃閣 文圃文献類従 2014
- 石川巧、飯田祐子、小平麻衣子、金子明雄、日比嘉高 編『文学研究の扉をひらく―基礎と発展』ひつじ書房、2023年2月6日。ISBN 978-4823411366。